# Lista de religiões do Extremo Oriente
As grandes religiões do Extremo Oriente são o Budismo, o Hinduísmo, o Taoísmo, o Xintoísmo e o Confucionismo.

## Budismo

### Origem
O Budismo teve sua origem na Índia, mas ao longo dos séculos se espalhou por toda a Ásia e, mais recentemente, alcançou o mundo ocidental. Sua crescente presença no Ocidente se explica principalmente pelo grande número de imigrantes orientais que se estabeleceram nos Estados Unidos da América e na Europa. Estima-se que existam atualmente cerca de quinhentos milhões de budistas no mundo.

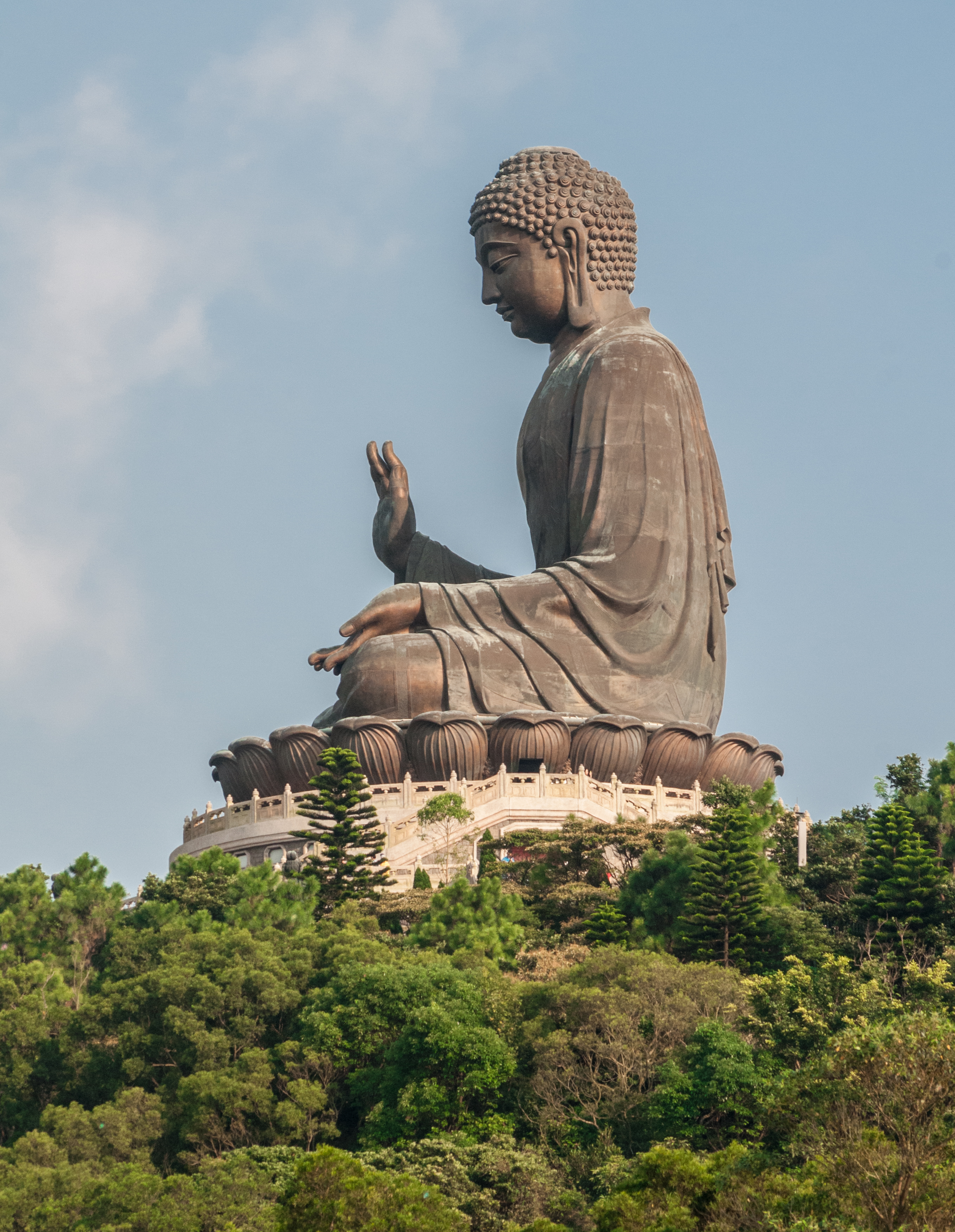
Imagem do Buda

O fundador do Budismo se chamava Sidarta Gautama e viveu por volta de 600 A.C. Ele nada escreveu e pouco se sabe sobre sua vida. Após sua morte, seus ensinamentos foram compilados através de textos canônicos e de um concílio formado por quinhentos monges. Contudo, tais registros devem ser encarados com prudência, pois são fundamentados em tradições orais e foram escritos em linguagem poética e mitológica, além de terem sofrido constantes revisões e adições.
Existem diversos relatos fantásticos sobre o nascimento de Sidarta, mas geralmente se concorda em que ele nasceu em uma família muito nobre (fala-se que ele era um príncipe) e, na maturidade, renunciou à sua vida privilegiada e a seu casamento e filhos para viver como um monge. Estava decido a encontrar uma cura para os grandes males do mundo: nascimento, doença, velhice e morte.
Durante anos, ele viveu uma vida de extremo ascetismo, na esperança de alcançar o conhecimento que livrasse o homem daqueles males. Finalmente percebeu que essa vida de renúncia exacerbada era tão inútil como a vida principesca que levava antes. Segundo a lenda, ele se sentou ao pé de uma árvore e, após semanas de meditação, alcançou a almejada iluminação espiritual.

### Princípios e conceitos básicos de Buda
Essa iluminação é conhecida como Nirvana e leva o homem ao estado de Buda, o Iluminado. Dessa forma, qualquer homem pode alcançar o estado de Budicidade se praticar a meditação recomendada pelo mestre. O Nirvana é alcançado através do Caminho do Meio, uma forma de viver intermediária entre os prazeres exagerados e a renúncia exagerada, ambos experimentados por Sidarta. A meta é compreender as Quatro Nobres Verdades:
- toda existência é sofrimento;
- o sofrimento vem do anseio ou desejo;
- a cessação do anseio leva à extinção do sofrimento;
- a cessação do desejo é obtida através do Caminho Óctuplo.

O Caminho Óctuplo consiste em:
1. conceitos corretos;
2. aspirações corretas;
3. linguagem correta;
4. conduta correta:
5. vida correta:
6. empenhos corretos;
7. vigilância correta;
8. contemplação correta.

Pode-se perceber que cada item é condição para o seguinte. O Caminho Médio e as Quatro Nobres Verdades são a síntese do pensamento do Buda e não provêm de revelação divina, são fruto de seu esforço pessoal. Buda passou o resto da vida ensinando esse caminho de libertação e morreu, acredita-se, aos oitenta anos. Sua doutrina simples e prática foi muito bem recebida na Índia, saturada do misticismo hindu.

### Difusão do Budismo
Após a morte de Buda, o Imperador Asoca se encarregou de difundir a nova religião por toda a Índia e para além das suas fronteiras, dando ao Budismo o status de religião universal. Em cerca de seiscentos anos, estava enraizado em toda a Ásia, muitas vezes mesclado com crenças locais. Mas, na Índia, seu país de origem, o Budismo ironicamente quase se extinguiu, principalmente pela perda do apoio estatal e por ter sofrido uma reabsorção pelo Hinduísmo, que foi o patrimônio cultural dos primeiros budistas. No século XX, conflitos políticos enfraqueceram o Budismo também em boa parte da Ásia. Em contrapartida, tornou-se uma religião popular no Ocidente a partir da década de 1960, possivelmente por representar uma alternativa às nossas religiões tradicionais e ao modo estressante de vida.

### Ramos do Budismo
Atualmente, o Budismo pode ser divido em duas grandes escolas. A primeira é chamada Hinaiana ou Pequeno Veículo, mais conservadora e rigorosa, atenta aos ensinamentos originais do Buda e avessa a especulações metafísicas. Seus praticantes são monges de elevado ascetismo.
jdjm
A segunda é a escola Mahaiana ou Grande Veículo, mais liberal. Seus seguidores rejeitam a árdua autodisciplina dos monges e pregam que se pode alcançar a iluminação através da nossa fé na capacidade de atingir a Budicidade. Sendo mais prática, essa escola frutificou mais e ramificou-se em diversos cultos, como o Zen-Budismo, que se fundamenta na prática de uma forma específica de meditação, acessível a qualquer um. Outro culto é o Budismo Tibetano, que enfatiza complexos rituais e orações. Seu líder é o famoso Dalai Lama, ganhador do prêmio Nobel da Paz em 1989.

### Escrituras budistas
As mais antigas escrituras budistas foram registradas em páli, a língua natal do Buda e consistem em trinta e um livros divididos em três coleções que versam sobre disciplina, discursos e doutrina. Mais tarde, a escola Mahaiana produziu milhares de livros em vários idiomas, sempre com uma linguagem extremamente mística, por vezes extravagante. Os budistas hinaianas argumentam que essa complexa literatura se distancia do ideal do Buda, que era atingir o homem comum.

### Renascimento e carma
O Budismo ensina que o homem renasce periodicamente, embora não haja uma alma que passe de um corpo para outro e cada homem colhe os frutos de suas vidas passadas - é o conhecido conceito de carma. O renascimento não é como a reencarnação do Espiritismo, o que se transmite é uma energia psíquica, uma vontade de existir como um "eu" separado do ambiente. Dessa forma, pode-se entender que o homem que nasce é uma continuação do que morreu e veio a existir porque houve um anseio por uma existência como indivíduo diferenciado do resto do mundo. Seria como um redemoinho que se forma na água do rio, desfaz-se com o tempo e então torna a se formar.
Seguindo essa linha de pensamento, o Nirvana é a extinção do desejo de existir, o que leva ao fim do renascimento e à libertação da vida miserável na Terra, que é ilusória porque todas as coisas são impermanentes, logo o anseio por elas não faz sentido. Seria uma paz eterna, sem emoções, sem forças que gerem carma ou desejo de existir como um indivíduo. É a imutabilidade, uma espécie de vazio. Buda enfatizava que esse estado é acessível a todos e que cada um deve confiar em sua capacidade e não aceitar ser conduzido por mestres. De fato, de nada serviria se dedicar a estudos metafísicos, todo o conhecimento desejado seria obtido naturalmente através do Nirvana, que por sua vez seria atingido através da meditação e da prática correta.

### Deus no Budismo
Embora os budistas acreditem em uma espécie de lei cósmica que rege o Universo, eles podem ser considerados não teístas, pois essa lei não é uma pessoa. Na sua filosofia, Deus ou não existe ou sua existência não diz respeito ao ser humano, não sendo portanto um problema filosófico a considerar na prática budista. Os budistas não veneram Buda como uma divindade, porque, a rigor, Buda não é um ser, mas um estado espiritual de perfeita compreensão de todos os fenômenos, estado este que qualquer pessoa pode atingir, ou seja, qualquer pessoa pode vir a ser um Buda. Nesse sentido, o Buda Original, Shakyamuni, não é adorado mas sim reconhecido pelos budistas como uma pessoa comum cuja prática o levou a alcançar esse estado chamado de Iluminação, ou Nirvana. Alguns sectos budistas acolhem a existência de forças construtivas e forças destrutivas no universo, mas tais forças emanam dos seres vivos, e não de entidades sobrenaturais.

### Conclusão
O Budismo se diferenciou do Hinduísmo e espalhou-se por grande parte do mundo. No Ocidente, cresceu consideravelmente nas últimas décadas, quase como uma oposição ao fundamentalismo religioso. Para os ocidentais mais ortodoxos, parece uma religião cravejada de superstição e feitiçaria. Para alguns pensadores modernos como Fritjof Capra, é um rico patrimônio espiritual que não só vem ao encontro da moderna ciência (devido a seus conceitos sobre a realidade) como nos propõe uma nova forma de viver.

## Hinduísmo

### Raízes
O Hinduísmo porta uma visão do mundo completamente diferente da ocidental. Seu conceito de História é cíclico. O mundo se move em ciclos que se perpetuam eternamente, não ao longo de uma linha com início, meio e fim - é o eterno retorno.
É uma religião pobremente estruturada, sem sacerdotes ou instituições como igrejas. É mais um complexo de crenças que se desenvolveram desde a escrita de seus livros mais antigos e sagrados, os Vedas. Os hindus veneram literalmente milhões de deuses.

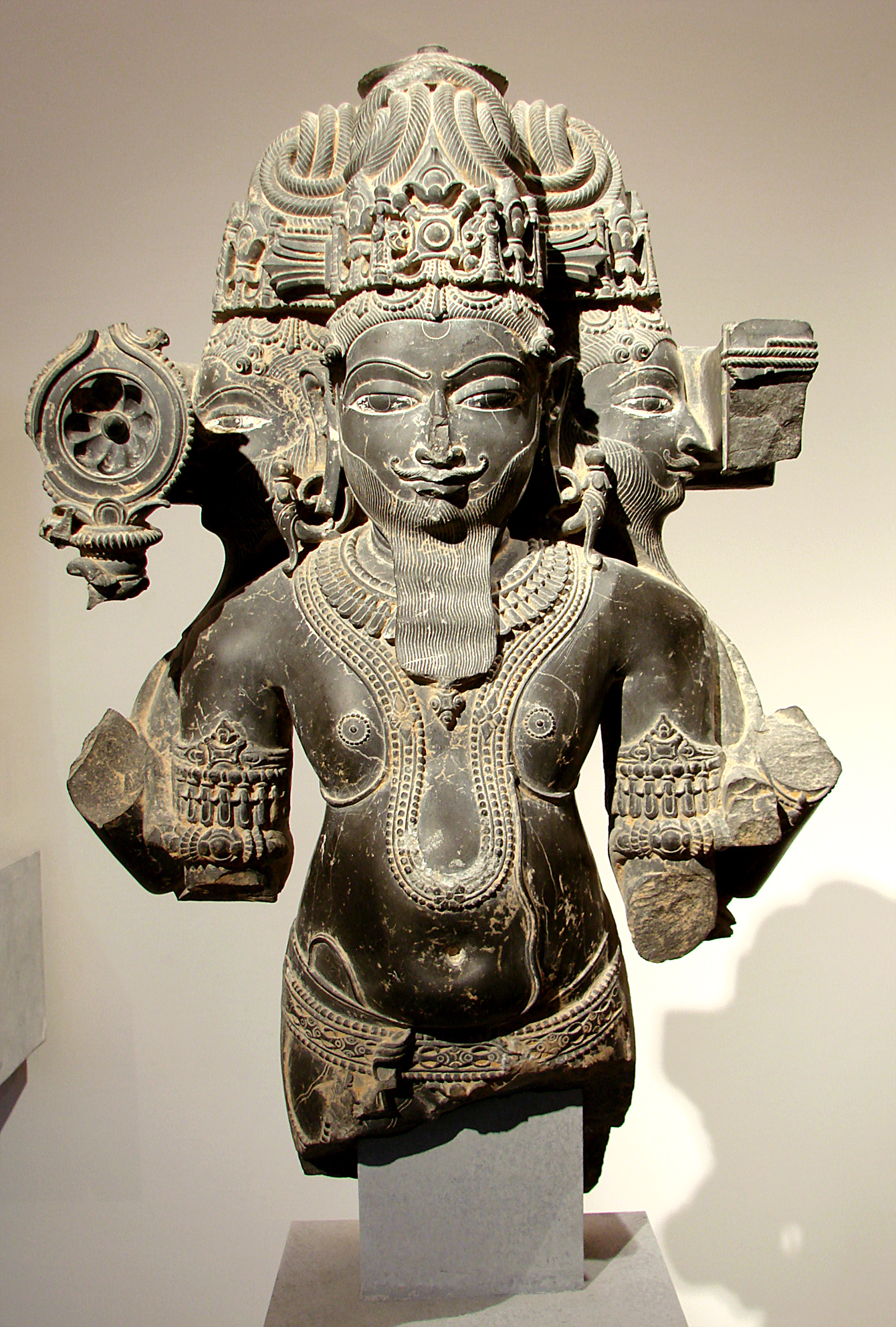
Brahma

O Hinduísmo é uma religião com cerca de oitocentos milhões de seguidores, quase todos na Índia. Sua origem, possivelmente, remonta a 3.500 anos atrás, quando arianos vieram do noroeste para o vale do Indo. A base religiosa desse povo provavelmente era babilônica. Antes de sua chegada, os habitantes do local veneravam principalmente uma divindade feminina (deusa-mãe).

### Escritos sagrados
Os primeiros escritos sagrados, os Vedas, foram completados por volta de 900 A.C. e depois complementados por escritos secundários, os Brâmanas e os Upanichades. Os primeiros foram escritos a partir de 300 A.C. e versam sobre ritos e sacrifícios. Os segundos, também conhecidos como Vedanta, foram escritos entre 600 e 300 A.C. e contêm a essência da filosofia hindu, tais como os conceitos de samsara (transmigração das almas) e carma (a lei de ação e reação). Outro conjunto de escritos são os Puranas, que são mitos sobre deuses e heróis, dentre os quais estão as epopeias de Ramaiana e Mahabharata.
Dentro do Mahabharata, encontra-se o Bagavad-Gitã, o ensinamento supremo sobre moralidade para os hindus. Trata-se de uma conversa, em campo de batalha, entre um mestre e seu discípulo, os quais representam a divindade e o homem, ou seja, é um ensinamento que provém de Deus - a ciência da autorrealização. Os Puranas, ao contrário dos livros anteriores, foram escritos por homens, ainda que sob inspiração divina. Os livros mais sagrados, como os Vedas, foram escritos diretamente por Deus.

### Princípios e conceitos
Um dos preceitos básicos do Hinduísmo é a doutrina de ainsa, que consiste em um extremo respeito pela Natureza. Daí provêm os hábitos de não matar animais e o culto a vacas e macacos. Os seguidores mais rigorosos desse preceito são os adeptos do Jainismo, que usam máscaras para não engolirem acidentalmente insetos. Ainsa também se interpreta como não-violência e foi a base filosófica de Mahatma Gandhi em sua campanha pela liberdade da Índia.
O aspeto mais conhecido do Hinduísmo é sem dúvida a divisão da sociedade em castas. Esse sistema é o varna e impõe ao homem aceitar sem restrições a classe social em que nasceu e que faz parte de seu carma. As castas, cuja origem é mitológica, são estas:
1. os brâmanes ou sacerdotes;
2. os governantes e guerreiros;
3. os mercadores e lavradores;
4. os trabalhadores.

Durante certo tempo, houve classes ainda mais baixas como os párias e os intocáveis. A "intocabilidade" é ilegal na Índia desde 1948. Uma vez que varna significa "cor", é um sistema de segregação racial, com os arianos brancos ocupando o topo da pirâmide social e os de pele mais escura a base desta.
O carma é o conceito de que as ações em uma vida influenciam as vidas seguintes no ciclo de reencarnações. Dessa forma, cada homem faz seu destino e dele não pode se furtar. O carma está ligado ao conceito de uma alma imortal que transmigra de um corpo para outro (às vezes renascendo como animal) e que deve se purificar através de sua peregrinação pela Terra até se unir à Suprema Realidade, que é conhecida como Brahman. Essa libertação da reencarnação é a mocsa e depende de uma fidelidade aos princípios hindus (o caminho da libertação consiste nos quatro iogas). Uma vez liberta, a alma se torna parte do grande todo cósmico de onde ela emanou - como uma gota voltando ao oceano.

### Deuses
Embora os hindus venerem milhões de deuses, existe uma trindade principal, a Trimurti. Ela consiste em Brahma, o Criador, Vixnu, o Preservador e Shiva, o Destruidor. Cada um tem pelo menos uma esposa. Dentro da complexa mitologia hindu, essas três divindades estão inseridas em uma divindade maior, o Brahman, a essência do Universo, e todos os outros milhões de deuses são manifestações dessa deidade. Não é, porém, um Deus pessoal; é mais um princípio cósmico e caracteriza o Hinduísmo como uma religião monoteísta.
Existe também uma deusa suprema, esposa de Shiva, cuja forma benigna é Parvati e a maligna é Kali. Provavelmente é uma recordação do antigo culto da deusa-mãe, a Mãe-Terra, presente em muitas culturas.

### Adoração do Ganges
O culto ao rio Ganges também toma a forma de um culto divino. Os hindus acreditam que o Ganges é mais antigo que a Terra e jorrou do Céu e que pode curar e purificar o corpo e a alma. Pode até mesmo libertar o homem de seus pecados em vidas anteriores. A adoração é chamada puja e consiste de orações e oferendas. Além disso, os mortos são cremados à beira do rio. Hoje, mesmo com a extrema poluição do Ganges, milhões de hindus persistem nessa prática.

### A alma no Hinduísmo
A transmigração da alma é um conceito mais complexo que a simples reencarnação. Admite-se que a alma toma para si um corpo que evolui da infância para a velhice e depois é substituído por outro. Contudo, o homem pode renascer como animal, inseto, planta ou um homem deformado, dependendo de seu carma ser bom ou mau. Pode também a alma passar por diversos infernos hindus, quando seu carma é extremamente mau, precisando se purificar antes de renascer como um animal e depois voltar à forma humana.

### Relação com o Budismo
O Hinduísmo é a base filosófica do Budismo, mas difere especialmente por ser muito mais complexo e pela adoração de deuses, além de práticas diferenciadas e talvez sobretudo pela crença em uma alma, que reencarna até se purificar. No Budismo, o renascimento não é a reencarnação de uma alma, mas de uma "energia psíquica".

## Taoísmo

### Origem
O Taoísmo existe praticamente apenas na China, mas domina a vida religiosa de sua enorme população há cerca de 2.000 anos. Entre o quarto e o terceiro séculos A.C., a Dinastia Zhou se deteriorou em muitos Estados feudais, que travaram uma longa guerra. Esse período é chamado Período dos Estados Combatentes e produziu grande caos no país. Em resposta, muitas escolas de pensamento se desenvolveram com ideias sobre governo, ordem social, ética, agricultura, literatura e, naturalmente, religião e filosofia.

Símbolo Yin e Yang

### O Tao
A palavra Tao significa caminho ou método. Os chineses acreditavam que o Universo é guiado por uma ordem harmônica que seria uma manifestação do Tao. Aplicando esse conceito à vida humana, eles concluíram que o país ficaria em ordem se todos, de governantes a camponeses, seguissem essa ordem natural das coisas. Inversamente, o caos seria o resultado de não seguir o Tao.
O famoso conceito de não-ação é um corolário desse pensamento. O homem deve seguir o curso da Natureza, não deve lhe opor resistência, o que seria interpretado como ação. Essa quietude ou passividade não significa nada fazer, mas sim agir conforme manda a Natureza – deixar-se levar pela correnteza. Trata-se de uma confiança básica na benignidade do mundo.

### Fundação do Taoísmo
O fundador do Taoísmo é a obscura figura conhecida como Lao-Tsé, ou Homem Velho, que teria vivido por volta do sexto século A.C. Segundo uma fonte histórica, seu nome verdadeiro era Li Ur e residia na China central, onde trabalhava como escriturário. Antes de se aposentar, escreveu um livro que condensa sua doutrina, chamado Tao Te Ching.
Lao-Tsé explica o Tao nesse livro de duas partes e o aplica a todas as áreas da vida humana. O Tao é uma força cósmica que governa o mundo e o homem deve se adaptar a ele para ser feliz, o que significa levar uma vida bucólica, em harmonia com a Natureza.

### Evolução
O segundo sábio taoísta foi Chuang-Tzu, que detalhou os conceitos de Yin e Yang, dois opostos entre os quais todas as coisas oscilam, como se fossem dois pólos de uma linha. Sempre que uma coisa se aproxima de um pólo, imediatamente retrocede até se aproximar do pólo oposto. Dessa forma, nada na vida é permanente, não há bem ou mal que dure para sempre.
Exagerando nessa corrente de pensamento, os taoístas começaram a achar que, se vivessem conforme o Tao, poderiam se tornar imortais. Passaram a praticar exercícios de respiração e de meditação e contaram lendas sobre terras onde havia imortais que conheciam o elixir da juventude. Certo Imperador enviou uma expedição a uma dessas moradas de imortais, uma ilha que foi colonizada e depois veio a ser chamada de Japão.
O apogeu do Taoísmo ocorreu com seu primeiro mestre celestial, Chang Ling, um homem que alegadamente seguiu tão fielmente o Tao que ascendeu ao Céu. A partir daí se desenvolveu uma tradição secular de mestres celestiais, cada um alegando ser a reencarnação de Chang Ling.

### Reação ao Budismo
A introdução do Budismo na China, no sétimo século D.C., obrigou o Taoísmo a se organizar como religião: Lao-Tsé foi deificado, os escritos foram canonizados, construíram-se templos e se fundaram ordens de monges. Além disso, os taoístas passaram a adorar diversos deuses do folclore chinês. Como resultado, houve a perda do sentido filosófico e o povo se limitou a adorar deuses, solicitar serviços religiosos aos sacerdotes, realizar festividades e toda uma série de rituais.

### Uma palavra sobre o Confucionismo
Embora tenha se desenvolvido paralelamente ao Taoísmo, o Confucionismo difere bastante do espírito das religiões orientais aqui tratadas. Sua abordagem não é mística, mas pragmática. O sábio Confúcio pregava basicamente que todos teriam de se adaptar a uma ordem social capaz de devolver a tranquilidade ao país. Dessa forma, codificou uma série de relacionamentos como governante-súdito, marido-esposa, ancião-jovem, pai-filho e assim por diante. Sendo ele mesmo um erudito, pregava também a importância da educação, um amor ao aprendizado, notadamente História e Ética, o qual triunfou de tal maneira que o Confucionismo se tornou a religião estatal por volta de 730 D.C. De fato, apenas estudiosos confucionistas podiam ser selecionados para serviços governamentais e templos dedicados a Confúcio foram erguidos por todo o país.

## Xintoísmo

### Início
O Xintoísmo, O Caminho dos Deuses, é uma religião praticamente restrita ao Japão. Sua origem remonta ao tempo em que os japoneses desenvolveram a Agricultura e formaram aldeias com rituais agrícolas, especialmente relacionados ao cultivo do arroz. Aos poucos, desenvolveu-se a crença em muitos deuses, assim como o culto aos antepassados. Acreditava-se que esse culto poderia purificar as almas dos mortos e até mesmo transformá-los em deuses ou guardiões das famílias. Dizia-se também que os deuses residiam temporariamente em xintais, locais de adoração como rios e montanhas. Dessa forma começou a adoração ao monte Fuji.

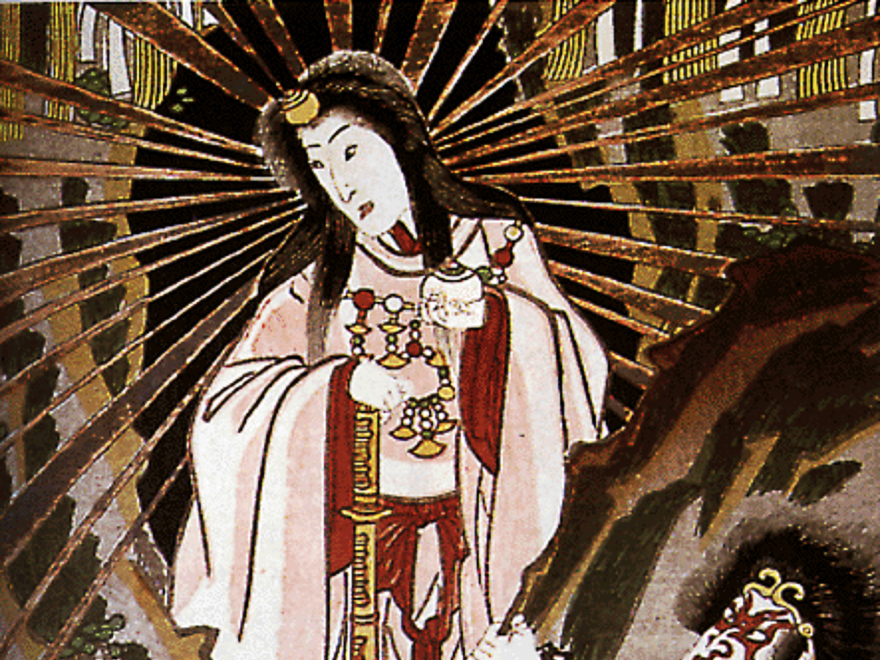
Amaterasu, a Deusa-Sol

Com a introdução do Budismo no Japão no século VI, o Xintoísmo se organizou como religião, antes era apenas uma espécie de atmosfera religiosa de que todos tinham consciência, mas não percebiam como uma forma de culto distinta das de outros povos. No sétimo século, a família imperial unificou o país e oficializou o Xintoísmo como religião nacional. A deusa-sol foi considerada a divindade máxima e pregou-se que o Imperador era seu descendente, consolidando dessa forma sua supremacia.

### Festividades e rituais
Ainda assim, o Xintoísmo permaneceu como uma religião muito simples, sem uma teologia específica ou escritos divinamente inspirados (embora houvesse escritos religiosos). O essencial é viver em harmonia com os deuses e a Natureza, assim como preservar a ordem nas comunidades. Contudo, a ordem que se busca preservar não é a grande ordem nacional, mas apenas a ordem familiar e local. Dessa forma, a melhor maneira de fortalecer a harmonia comunitária é através de festividades, que se tornaram o elemento mais característico do Xintoísmo e relacionam-se principalmente com o plantio e a colheita do arroz, pedindo proteção aos deuses.
A fim de manter sua união com os deuses, porém, os xintoístas devem ser purificados através de rituais presididos por sacerdotes. Esses rituais capazes de limpar a alma de seus pecados se tornaram outra característica fundamental do Xintoísmo, sendo condição para participar das festividades e receber as bênçãos dos deuses.

### Sincretismo
Sendo uma religião simples e pobremente estruturada, o Xintoísmo logo se fundiu com as outras grandes religiões orientais, especialmente o Budismo. Os monges budistas conseguiram esse sincretismo através de práticas ascetas em montanhas, que eram consideradas moradas dos deuses. Nelas se construíram santuários. Entretanto, a crença nas divindades locais se fortaleceu imensamente quando duas invasões mongóis foram detidas por ventos que sopravam do leste - os ventos divinos ou kamikazes.

### Xintoísmo estatal
Após anos de concessões, os xintoístas empreenderam uma reação contra as religiões chinesas. Assim, surgiu no século XVIII o Xintoísmo da Restauração, cujo formulador foi Norinaga Motoori. Estudando os clássicos xintoístas, ele reenfatizou a crença da deusa-sol e repudiou as ideias importadas da China. Um de seus seguidores, Atsutane Hirata, na tentativa de apagar a influência chinesa, acabou por mesclar o Xintoísmo ao Cristianismo através da associação da Santíssima Trindade com um deus supremo e dois subordinados, representando os pólos masculino e feminino. Essa trindade não vingou, mas consolidou o Xintoísmo como religião monoteísta.

### Escritos sagrados
Essa teologia mista se tornou a base para fortalecer o Imperador e derrubar os senhores feudais, os xoguns, que estavam constantemente em guerra, movimento conhecido como Reverencie o Imperador. Com o restabelecimento do governo imperial em 1868, o Xintoísmo foi promovido a religião estatal e o Imperador mais do que nunca se tornou divino em função de sua descendência da deusa-mãe. Em 1882, foi redigido o Rescrito Imperial pra Soldados e Marujos, um texto que ensinava a meditação diária dos militares e foi considerado divino porque emanado do Imperador. A ele se somou o Rescrito Imperial sobre Educação em 1890, que se tornou a Bíblia dos japoneses e solidificou o culto divino do Imperador como base da educação japonesa.

### Missão religiosa
De posse de todo esse conteúdo religioso ultranacionalista, os japoneses passaram a se ver como uma nação privilegiada pelos deuses e se lançaram à causa da expansão do Grande Japão, a terra dos deuses, por todo o mundo, campanha esta que culminou na Segunda Guerra Mundial.
Como Motoori havia ensinado total submissão à Divina Providência, os japoneses confiaram no seu deus vivo, na sua nação divina, nos ventos divinos e na sua missão de conquistar o mundo. Com a derrota na guerra, perdeu-se a fé no Imperador e o Xintoísmo desmoronou. Hoje não se sabe quantos japoneses são xintoístas, a maioria não se declara xintoísta, mas é fato que o japonês continua seguindo muitos costumes da religião, especialmente as festividades.